# Hsieh Tung-min

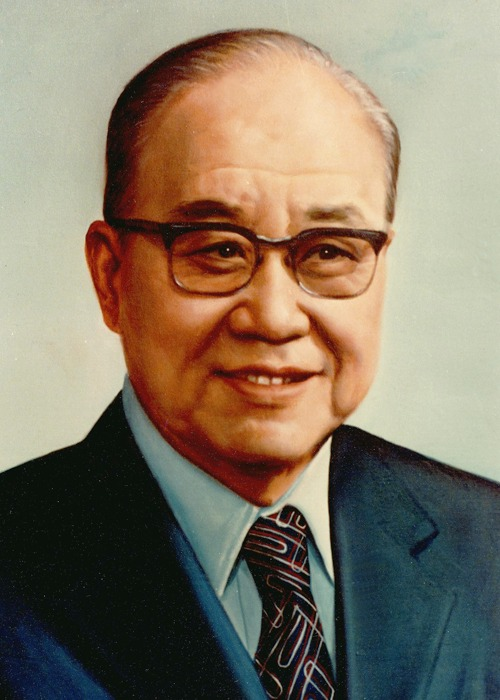
Hsieh Tung-min

Hsieh Tung-min (chinesisch 謝東閔, Pinyin Xiè Dōngmǐn, W.-G. Hsieh4 Tung1-min3; * 25. Januar 1908 in Changhua; † 9. April 2001 in Taipeh) war der neunte Gouverneur der Provinz Taiwan (1972–1978), der sechste und erste lokale Taiwaner Vizepräsident der Republik China (1978–1984) unter Präsident Chiang Ching-kuo.